# Liste der Dome und Kathedralen in Italien
Eine Kathedrale ist eine Kirche mit Bischofssitz. Sie ist die Hauptkirche eines Bistums (kirchlicher Verwaltungsbezirk). Die Bischofskirche wird in Italien meistens „Cattedrale“ (Kathedrale) genannt, aber auch die Bezeichnung „Duomo“ (Dom) kommt vor. Allerdings bezeichnet „Duomo“ nicht unbedingt immer eine Bischofskirche, sondern öfters einfach die Hauptkirche (Chiesa Madre) einer Stadt.
Da in Italien die römisch-katholische Kirche vorherrschend ist, sind die meisten unten genannten Kathedralen Bischofskirchen römisch-katholischer Bistümer. Bischofskirchen anderer Kirchen sind in einem eigenen Kapitel verzeichnet.

## Römisch-katholische Kathedralen

### Heutige Kathedralen
Anzahl (Stand 2009): 227
| Stadt                    | Kathedrale                                                                     | Region                  | Bistum                                                          | Baudaten                                                            | Besonderheiten                                                                                 | Bild                |
| ------------------------ | ------------------------------------------------------------------------------ | ----------------------- | --------------------------------------------------------------- | ------------------------------------------------------------------- | ---------------------------------------------------------------------------------------------- | ------------------- |
| Acerenza                 | Cattedrale di Assunzione della Beata Maria Vergine                             | Basilikata              | Acerenza                                                        | ab 1080                                                             | Basilica minor                                                                                 |                     |
| Acerra                   | Cattedrale di Santa Maria Assunta                                              | Kampanien               | Acerra                                                          | Umbau 19. Jh.                                                       |                                                                                                |                     |
| Acireale                 | Cattedrale di Maria Santissima Annunziata                                      | Sizilien                | Acireale                                                        | 1597 bis 1618                                                       | Basilica minor                                                                                 |                     |
| Acqui Terme              | Cattedrale di Nostra Signora Assunta                                           | Piemont                 | Acqui                                                           | 10. Jh., Weihe 1067                                                 |                                                                                                |                     |
| Adria                    | Cattedrale di Santi Pietro e Paolo                                             | Venetien                | Adria-Rovigo                                                    | 18. Jh.                                                             |                                                                                                |                     |
| Agrigent                 | Cattedrale di San Gerlando                                                     | Sizilien                | Agrigento                                                       | 11. Jh.                                                             | Basilica minor                                                                                 |                     |
| Alba                     | Cattedrale di San Lorenzo                                                      | Piemont                 | Alba                                                            |                                                                     |                                                                                                |                     |
| Albano Laziale           | Cattedrale di San Pancrazio Martire                                            | Latium                  | Albano                                                          | Weihe 1721                                                          | Basilica minor                                                                                 |                     |
| Albenga                  | Cattedrale di San Michele Arcangelo                                            | Ligurien                | Albenga-Imperia                                                 | ab 1100                                                             |                                                                                                |                     |
| Ales                     | Cattedrale di Santi Pietro e Paolo                                             | Sardinien               | Ales-Terralba                                                   | 1684 – 1687                                                         |                                                                                                |                     |
| Alessandria              | Cattedrale di Santi Pietro e Marco                                             | Piemont                 | Alessandria                                                     |                                                                     |                                                                                                |                     |
| Alghero                  | Cattedrale di Beata Maria Vergine Immaculata Concezione                        | Sardinien               | Alghero-Bosa                                                    | 1530 bis 1593                                                       |                                                                                                |                     |
| Alife                    | Cattedrale di Santa Maria Assunta                                              | Kampanien               | Alife-Caiazzo                                                   | Neueröffnung 1692                                                   |                                                                                                |                     |
| Altamura                 | Cattedrale di Santa Maria Assunta                                              | Apulien                 | Altamura-Gravina-Acquaviva delle Fonti                          | ab 1232                                                             |                                                                                                |                     |
| Amalfi                   | Cattedrale di Sant’Andrea Apostolo                                             | Kampanien               | Amalfi-Cava de’ Tirreni                                         | ab 1203                                                             |                                                                                                |                     |
| Anagni                   | Cattedrale di Maria Santissima Annunziata                                      | Latium                  | Anagni-Alatri                                                   | 1072–1104                                                           | Ewige Basilika                                                                                 |                     |
| Ancona                   | Cattedrale di San Ciriaco                                                      | Marken                  | Ancona-Osimo                                                    | 996 bis 1017                                                        | Basilica minor                                                                                 |                     |
| Andria                   | Cattedrale di Santa Maria Assunta                                              | Apulien                 | Andria                                                          | 14. Jh.                                                             |                                                                                                |                     |
| Aosta                    | Cattedrale di San Giovanni Battista                                            | Aostatal                | Aosta                                                           | 11. Jh., Umbau bis 1848                                             |                                                                                                |                     |
| Arezzo                   | Cattedrale di Santi Donato e Pietro                                            | Toskana                 | Arezzo-Cortona-Sansepolcro                                      | 1278 bis 1511                                                       |                                                                                                |                     |
| Ariano Irpino            | Cattedrale di Santa Maria Assunta                                              | Kampanien               | Ariano Irpino-Lacedonia                                         | 10. Jh. bis 1736                                                    | Basilica minor                                                                                 |                     |
| Ascoli Piceno            | Cattedrale di Santa Maria Madre di Dio e Sant’Emidio                           | Marken                  | Ascoli Piceno                                                   | 8. Jh. bis 1539                                                     | Basilica minor                                                                                 |                     |
| Assisi                   | Cattedrale di San Rufino                                                       | Umbrien                 | Assisi-Nocera Umbra-Gualdo Tadino                               | ab 1140, Weihe 1253                                                 | UNESCO-Weltkulturerbe                                                                          |                     |
| Asti                     | Cattedrale di Santa Maria Assunta                                              | Piemont                 | Asti                                                            | 1266 bis 1470                                                       |                                                                                                |                     |
| Avellino                 | Cattedrale di Santa Maria Assunta                                              | Kampanien               | Avellino                                                        |                                                                     |                                                                                                |                     |
| Aversa                   | Cattedrale di San Paolo Apostolo                                               | Kampanien               | Aversa                                                          |                                                                     |                                                                                                |                     |
| Avezzano                 | Cattedrale di San Bartolomeo Apostolo                                          | Abruzzen                | Avezzano                                                        | 1930 bis 1942                                                       |                                                                                                |                     |
| Bari                     | Cattedrale di San Sabino                                                       | Apulien                 | Bari-Bitonto                                                    | 11./12. Jh.                                                         | Basilica minor                                                                                 |                     |
| Belluno                  | Cattedrale di San Martino                                                      | Venetien                | Belluno-Feltre                                                  |                                                                     | Basilica minor                                                                                 |                     |
| Benevento                | Cattedrale di Maria Santissima Assunta in Cielo                                | Kampanien               | Benevento                                                       | ab 7. Jh., Fertigstellung 1960                                      |                                                                                                |                     |
| Bergamo                  | Cattedrale di Sant’Alessandro in Colonna                                       | Lombardei               | Bergamo                                                         |                                                                     | Basilica minor                                                                                 |                     |
| Biella                   | Cattedrale di Santo Stefano                                                    | Piemont                 | Biella                                                          |                                                                     |                                                                                                | Biella              |
| Bologna                  | Kathedrale San Pietro                                                          | Emilia-Romagna          | Bologna                                                         | ab 1390                                                             |                                                                                                |                     |
| Borgo di Ostia Antica    | Cattedrale di Sant’Aurea                                                       | Latium                  | Ostia                                                           | Fertigstellung 1483                                                 |                                                                                                |                     |
| Brescia                  | Cattedrale di Santa Maria Assunta e Santi Pietro e Paolo (Duomo Nuovo)         | Lombardei               | Lombardei                                                       | 1610 bis 1825                                                       |                                                                                                |                     |
| Brindisi                 | Cattedrale della Visitazione e San Giovanni Battista                           | Apulien                 | Brindisi-Ostuni                                                 | Weihe 1143                                                          | Basilica minor                                                                                 |                     |
| Brixen                   | S. Maria Assunta e San Cassiano (Kathedrale Mariä Himmelfahrt und St. Kassian) | Trentino-Südtirol       | Bozen-Brixen                                                    | 10. Jh. bis 1754                                                    | Basilica minor                                                                                 |                     |
| Cagliari                 | Kathedrale Santa Maria di Castello                                             | Sardinien               | Cagliari                                                        | 18. Jh. bis 1933                                                    |                                                                                                |                     |
| Caltagirone              | San Giuliano                                                                   | Sizilien                | Caltagirone                                                     |                                                                     | Basilica minor, UNESCO-Weltkulturerbe                                                          |                     |
| Caltanissetta            | Santa Maria La Nova                                                            | Sizilien                | Caltanissetta                                                   | 1560 bis 1620                                                       |                                                                                                |                     |
| Camerino                 | Cattedrale di Santissima Annunziata                                            | Marken                  | Camerino-San Severino Marken                                    | Rekonstruktion 1800                                                 | Basilica minor                                                                                 |                     |
| Campobasso               | Cattedrale della Santissima Trinità                                            | Molise                  | Campobasso-Boiano                                               | Neubau 1829                                                         |                                                                                                |                     |
| Capua                    | Cattedrale di Maria Santissima Assunta in Cielo                                | Kampanien               | Capua                                                           |                                                                     | Basilica minor                                                                                 |                     |
| Carpi                    | Cattedrale di Santa Maria Assunta                                              | Emilia-Romagna          | Carpi                                                           |                                                                     | Basilica minor                                                                                 |                     |
| Casale Monferrato        | Cattedrale di Sant’Evasio e San Lorenzo                                        | Piemont                 | Casale Monferrato                                               | ab 1215                                                             |                                                                                                |                     |
| Caserta                  | Cattedrale di San Michele Arcangelo                                            | Kampanien               | Caserta                                                         |                                                                     |                                                                                                |                     |
| Cassano all’Ionio        | Cattedrale della Natività della Beata Vergine Maria                            | Kalabrien               | Cassano allo Ionio                                              |                                                                     |                                                                                                |                     |
| Cassino                  | Cattedrale Maria di Santissima Assunta e San Benedetto Abate                   | Latium                  | Montecassino                                                    | ab 1349                                                             | ewige Basilica minor, Territorialabtei (Kloster), Bistum bezieht sich nur auf das Kloster      |                     |
| Castellaneta             | Cattedrale di San Nicola                                                       | Apulien                 | Castellaneta                                                    |                                                                     |                                                                                                |                     |
| Catania                  | Santa Agata                                                                    | Sizilien                | Catania                                                         | ab 1709                                                             | UNESCO-Weltkulturerbe, Basilica minor                                                          |                     |
| Catanzaro                | Cattedrale di Santa Maria Assunta                                              | Kalabrien               | Catanzaro-Squillace                                             |                                                                     |                                                                                                |                     |
| Cava de’ Tirreni         | Cattedrale di Santissima Trinità                                               | Kampanien               | Santissima Trinità de Cave de’ Tirreni (Heilige Dreifaltigkeit) | Umbau im 16. Jh.                                                    | Territorialabtei (Kloster der Benediktiner), Bistum bezieht sich nur auf diese Stadt           |                     |
| Cefalù                   | Santissimo Salvatore                                                           | Sizilien                | Cefalù                                                          | ab 1131                                                             | ewige Basilica minor                                                                           |                     |
| Cerignola                | Cattedrale di San Pietro Apostolo                                              | Apulien                 | Cerignola-Ascoli Satriano                                       | 1873 bis 1934                                                       | Basilica minor                                                                                 |                     |
| Cerreto Sannita          | Cattedrale di Santissima Trinità e Beata Vergine Maria Madre della Chiesa      | Kampanien               | Cerreto Sannita-Telese-Sant’Agata de’ Goti                      | 1690 bis 1736                                                       |                                                                                                |                     |
| Cesena                   | Cattedrale di San Giovanni Battista                                            | Emilia-Romagna          | Cesena-Sarsina                                                  | ab 1385                                                             | Basilica minor                                                                                 |                     |
| Chiavari                 | Cattedrale di Nostra Signora dell’Orto e di Montallegro                        | Ligurien                | Chiavari                                                        | 1613–1628, Umbau 1841–1907, Fassade 1938                            | Basilica minor                                                                                 |                     |
| Chieti                   | Cattedrale San Tomaso Apostolo/San Giustino                                    | Abruzzen                | Chieti-Vasto                                                    | ab 13. Jh.                                                          |                                                                                                |                     |
| Chioggia                 | Cattedrale di Santa Maria Assunta                                              | Umbrien                 | Chioggia                                                        | Rekonstruktion 1623 bis 1674                                        |                                                                                                |                     |
| Città di Castello        | Cattedrale di Santi Florido e Amanzio                                          | Umbrien                 | Città di Castello                                               |                                                                     | Basilica minor                                                                                 |                     |
| Civita Castellana        | Duomo di Santa Maria Maggiore                                                  | Latium                  | Civita Castellana                                               | Außenbau 12./13. Jh., Innenausstattung 1736 bis 1740                | ewige Basilica minor                                                                           |                     |
| Civitavecchia            | Cattedrale di San Francesco d’Assisi                                           | Latium                  | Civitavecchia-Tarquinia                                         | Weihe 1782                                                          |                                                                                                |                     |
| Como                     | Cattedrale di Santa Maria Assunta                                              | Lombardei               | Como                                                            | 1396 bis 1770                                                       | Basilica minor                                                                                 |                     |
| Concordia Sagittaria     | Cattedrale di Santo Stefano Protomartire                                       | Venetien                | Concordia-Pordenone                                             |                                                                     |                                                                                                |                     |
| Conversano               | Cattedrale di Santa Maria Assunta                                              | Apulien                 | Conversano-Apulien                                              | 11. Jh. bis 1379                                                    | Basilica minor                                                                                 |                     |
| Corigliano-Rossano       | Cattedrale di Maria Santissima Achiropita                                      | Kalabrien               | Rossano-Cariati                                                 |                                                                     |                                                                                                |                     |
| Cosenza                  | Cattedrale di Santa Maria Assunta                                              | Kalabrien               | Cosenza-Bisignano                                               |                                                                     |                                                                                                |                     |
| Crema                    | Cattedrale di Santa Maria Assunta                                              | Lombardei               | Crema                                                           | Vollendung 1284                                                     |                                                                                                |                     |
| Cremona                  | Cattedrale di Santa Maria Assunta                                              | Lombardei               | Cremona                                                         | Weihe 1196                                                          |                                                                                                |                     |
| Crotone                  | Cattedrale di Santa Maria Assunta                                              | Kalabrien               | Crotone - Santa Severina                                        | ab 14. Jh.                                                          | Basilica minor                                                                                 |                     |
| Cuneo                    | Cattedrale di Santa Maria del Bosco                                            | Piemont                 | Cuneo                                                           |                                                                     |                                                                                                |                     |
| Fabriano                 | Cattedrale di San Venanzio Martire                                             | Marken                  | Fabriano-Matelica                                               | 13. bis 17. Jh.                                                     | Basilica minor                                                                                 |                     |
| Faenza                   | Cattedrale di San Pietro Apostolo                                              | Emilia-Romagna          | Faenza-Modigliana                                               | 1474 bis 1515                                                       | Basilica minor                                                                                 |                     |
| Fano                     | Cattedrale di Santa Maria Maggiore                                             | Marken                  | Fano-Fossombrone-Cagli-Pergola                                  | 12. Jh.                                                             | Basilica minor                                                                                 |                     |
| Fermo                    | Cattedrale di Maria Santissima Assunta in Cielo                                | Marken                  | Fermo                                                           | 13. bis 18. Jh.                                                     | Basilica minor                                                                                 |                     |
| Ferrara                  | Cattedrale di San Giorgio                                                      | Emilia-Romagna          | Ferrara-Comacchio                                               | ab 12. Jh.                                                          | UNESCO-Weltkulturerbe, Basilica minor                                                          |                     |
| Fidenza                  | Cattedrale di San Donnino Martire                                              | Emilia-Romagna          | Fidenza                                                         | ab 1117                                                             |                                                                                                |                     |
| Fiesole                  | Cattedrale di San Romolo                                                       | Toskana                 | Fiesole                                                         | ab 1028                                                             |                                                                                                |                     |
| Florenz                  | Cattedrale di Santa Maria del Fiore                                            | Toskana                 | Firenze                                                         | 1296 bis 1436                                                       | UNESCO-Weltkulturerbe, Basilica minor                                                          |                     |
| Foggia                   | Cattedrale di Santa Maria Assunta in Cielo                                     | Apulien                 | Foggia-Bovino                                                   | ab 1170                                                             | Basilica minor                                                                                 |                     |
| Foligno                  | Cattedrale di San Feliciano V.M.                                               | Umbrien                 | Foligno                                                         | 12. Jh.                                                             |                                                                                                |                     |
| Forlì                    | Cattedrale di Santa Croce                                                      | Emilia-Romagna          | Forlì-Bertinori                                                 | 12. Jh.                                                             |                                                                                                |                     |
| Fossano                  | Cattedrale di Santa Maria e San Giovenale                                      | Piemont                 | Fossano                                                         | Fertigstellung 1791                                                 | ewige Basilica minor                                                                           |                     |
| Frascati                 | Cattedrale di San Pietro Apostolo                                              | Latium                  | Frascati                                                        | 1599 bis 1636                                                       | Basilica minor                                                                                 |                     |
| Frosinone                | Cattedrale di Sant’Andrea Apostolo                                             | Latium                  | Frosinone-Veroli-Ferentino                                      | 18./19. Jh.                                                         |                                                                                                |                     |
| Gaeta                    | Cattedrale di Maria Santissima Assunta                                         | Latium                  | Gaeta                                                           | 1106 bis 1903                                                       | Basilica minor                                                                                 |                     |
| Genua                    | Cattedrale di San Lorenzo                                                      | Ligurien                | Genova                                                          | ab 1100, Bauzeit: länger als 300 Jahre                              | UNESCO-Weltkulturerbe                                                                          |                     |
| Gorizia                  | Cattedrale di Santi Ilario e Taziano                                           | Friaul-Julisch Venetien | Gorizia                                                         | Mittelalter                                                         |                                                                                                |                     |
| Grosseto                 | Cattedrale di San Lorenzo                                                      | Toskana                 | Grosseto                                                        | 1294 bis 1302                                                       |                                                                                                |                     |
| Grottaferrata            | Cattedrale di Santa Maria di Grottaferrata                                     | Latium                  | Santa Maria di Grottaferrata                                    | ab 11. Jh.                                                          | Territorialabtei (Kloster), Bistum bezieht sich nur auf das Kloster, Italo-Albanesischer Ritus |                     |
| Gubbio                   | Cattedrale di Santi Mariano e Giacomo Martiri                                  | Umbrien                 | Gubbio                                                          | ab 12. Jh.                                                          |                                                                                                |                     |
| Iglesias                 | Cattedrale di Santa Chiara d’Assisi                                            | Sardinien               | Iglesias                                                        | 1284 bis 16. Jh.                                                    |                                                                                                |                     |
| Imola                    | Cattedrale di San Cassiano Martire                                             | Emilia-Romagna          | Imola                                                           | 1187 bis 1271, Umbau 1865 bis 1781, Fertigstellung der Fassade 1850 | Basilica minor                                                                                 |                     |
| Ischia                   | Cattedrale di Santa Maria Assunta                                              | Kampanien               | Ischia                                                          | ab 1388                                                             |                                                                                                |                     |
| Isernia                  | Cattedrale di San Pietro Apostolo                                              | Molise                  | Isernia-Venafro                                                 | ab 1349                                                             |                                                                                                |                     |
| Ivrea                    | Cattedrale di Santa Maria Assunta                                              | Piemont                 | Ivrea                                                           | 9. Jh., Umbau 1785 bis 1854                                         |                                                                                                |                     |
| Jesi                     | Cattedrale di San Settimio                                                     | Marken                  | Jesi                                                            | ab 1741                                                             | Basilica minor                                                                                 |                     |
| Lanciano                 | Cattedrale della Madonna del Ponte                                             | Abruzzen                | Lanciano-Ortona                                                 |                                                                     | Basilica minor                                                                                 |                     |
| Lanusei                  | Cattedrale di Santa Maria Maddalena                                            | Sardinien               | Lanusei                                                         |                                                                     |                                                                                                |                     |
| L’Aquila                 | Cattedrale di Santi Massimo e Giorgio                                          | Abruzzen                | L’Aquila                                                        |                                                                     |                                                                                                |                     |
| La Spezia                | Cattedrale di Cristo Re                                                        | Ligurien                | La Spezia-Sarzana-Brugnato                                      | Fertigstellung 1975                                                 |                                                                                                |                     |
| La Storta                | Cattedrale dei Sacri Cuori di Gesù e Maria                                     | Latium                  | Porto-Santa Rufina                                              |                                                                     |                                                                                                |                     |
| Latina                   | Cattedrale di San Marco                                                        | Latium                  | Latina-Terracina-Sezze-Priverno                                 |                                                                     |                                                                                                |                     |
| Lecce                    | Cattedrale di Maria Santissima Assunta                                         | Apulien                 | Lecce                                                           | 12. Jh. bis 1670                                                    |                                                                                                |                     |
| Livorno                  | Cattedrale di San Francesco                                                    | Toskana                 | Livorno                                                         | 16./17. Jh.                                                         |                                                                                                |                     |
| Locri                    | Cattedrale di Santa Maria del Mastro                                           | Kalabrien               | Locri-Gerace                                                    |                                                                     |                                                                                                |                     |
| Lodi                     | Cattedrale della Vergine Assunta                                               | Lombardei               | Lodi                                                            | 1158 bis 1284                                                       | Basilica minor                                                                                 |                     |
| Loreto                   | Cattedrale della Santa Casa di Loreto                                          | Marken                  | Loreto                                                          | spätgotisch                                                         | Päpstliche Basilika, Sanktuarium, Internationales Heiligtum                                    |                     |
| Lucca                    | San Martino                                                                    | Toskana                 | Lucca                                                           | 11./12. Jh.                                                         |                                                                                                |                     |
| Lucera                   | Cattedrale di Maria Santissima Assunta in Cielo                                | Apulien                 | Lucera-Troia                                                    |                                                                     | Basilica minor                                                                                 |                     |
| Lungro                   | Cattedrale di San Nicola di Mira                                               | Kalabrien               | Lungro                                                          |                                                                     | Italo-Albanesischer Ritus                                                                      |                     |
| Macerata                 | Cattedrale di San Giuliano                                                     | Marken                  | Macerata-Tolentino-Recanati-Cingoli-Treia                       | 1771 bis 1790                                                       |                                                                                                |                     |
| Magliano Sabina          | Cattedrale di Santa Maria Assunta                                              | Latium                  | Sabina-Poggio Mirteto                                           |                                                                     |                                                                                                |                     |
| Mailand                  | Cattedrale di Santa Maria Nascente                                             | Lombardei               | Mailand                                                         | 1386 bis 1965                                                       |                                                                                                |                     |
| Manfredonia              | Cattedrale di San Lorenzo Maiorano                                             | Apulien                 | Manfredonia-Vieste-San Giovanni Rotondo                         | Fertigstellung um 1700                                              |                                                                                                |                     |
| Mantua                   | Cattedrale di San Pietro Apostolo                                              | Lombardei               | Mantua                                                          | Wiederaufbau 1395 bis 1401                                          | UNESCO-Weltkulturerbe                                                                          |                     |
| Massa                    | Cattedrale di San Pietro Apostolo e San Francesco d’Assisi                     | Toskana                 | Massa Carrara-Pontremoli                                        | 15. bis 17. Jh.                                                     | Basilica minor                                                                                 |                     |
| Massa Marittima          | Cattedrale di Cerbone Vescovo                                                  | Toskana                 | Massa Marittima - Piombino                                      |                                                                     | Basilica minor                                                                                 | Massa Marittima.jpg |
| Matera                   | Cattedrale di Santa Maria Assunta della Bruna                                  | Basilikata              | Matera-Irsina                                                   | ab 18. Jh.                                                          | Basilica minor                                                                                 |                     |
| Mazara del Vallo         | Santissimo Salvatore                                                           | Sizilien                | Mazara del Vallo                                                |                                                                     | Basilica minor                                                                                 |                     |
| Melfi                    | Santa Maria Assunta                                                            | Basilikata              | Melfi-Rapolla-Venosa                                            | 1076 bis 1770                                                       | Basilica minor                                                                                 |                     |
| Messina                  | Santa Maria Santissima Assunta                                                 | Sizilien                | Messina-Lipari-Santa Lucia del Mela                             | Weihe 1197                                                          | Basilica minor                                                                                 |                     |
| Mileto                   | Cattedrale di Maria Santissima Assunta in Cielo                                | Kalabrien               | Mileto-Nicotera-Tropea                                          |                                                                     |                                                                                                |                     |
| Modena                   | Cattedrale di Santa Maria Assunta                                              | Emilia-Romagna          | Modena-Nonantola                                                | ab 1099, Weihe 1184                                                 | UNESCO-Weltkulturerbe, Basilica minor                                                          |                     |
| Molfetta                 | Cattedrale di Santa Maria Assunta                                              | Apulien                 | Molfetta-Ruvo-Giovinazzo-Terlizzi                               | ab 1699                                                             |                                                                                                |                     |
| Mondovì                  | Cattedrale di San Donato                                                       | Piemont                 | Mondovì                                                         |                                                                     |                                                                                                |                     |
| Monreale                 | Santa Maria La Nuova                                                           | Sizilien                | Monreale                                                        | 1172 bis 1176                                                       | Basilica minor                                                                                 |                     |
| Monte Oliveto Maggiore   | Abbazia di Monte Oliveto Maggiore                                              | Toskana                 | Monte Oliveto Maggiore                                          | Klostergründung 1319                                                | Territorialabtei/Benediktinerkloster, Bistum bezieht sich nur auf das Kloster                  |                     |
| Montepulciano            | Cattedrale di Santa Maria Assunta                                              | Toskana                 | Montepulciano-Chiusi-Pienza                                     | 1594 bis 1680                                                       |                                                                                                | Montepulciano       |
| Montevergine             | Santuario di S. Maria di Montevergine                                          | Kampanien               | Montevergine                                                    | 12. Jh.                                                             | Territorialabtei (Kloster), Bistum erstreckt sich nur auf das Kloster                          |                     |
| Nardò                    | Cattedrale di Santa Maria Assunta                                              | Apulien                 | Nardò-Gallipoli                                                 |                                                                     | Basilica minor                                                                                 |                     |
| Neapel                   | Cattedrale di Maria Santissima Assunta                                         | Kampanien               | Napoli                                                          | Fertigstellung Anfang 14. Jh.                                       | UNESCO-Weltkulturerbe                                                                          |                     |
| Nicastro                 | Cattedrale di Santi Pietro e Paolo                                             | Kalabrien               | Lamezia Terme                                                   |                                                                     |                                                                                                |                     |
| Nicosia                  | Cattedrale di San Nicola di Bari                                               | Sizilien                | Nicosia                                                         |                                                                     | Basilica minor                                                                                 |                     |
| Nocera Inferiore         | Cattedrale di San Marco                                                        | Kampanien               | Nocera Inferiore-Sarno                                          | Weihe 1724 (?)                                                      |                                                                                                |                     |
| Nola                     | Cattedrale di Maria Santissima Assunta                                         | Kampanien               | Nola                                                            |                                                                     | Basilica minor                                                                                 |                     |
| Noto                     | Cattedrale di San Nicolò                                                       | Sizilien                | Noto                                                            | Vollendung 1770, Einsturz der Kuppel 1996, Wiedereröffnung 2007     | UNESCO-Weltkulturerbe                                                                          |                     |
| Novara                   | Cattedrale di Santa Maria Assunta                                              | Piemont                 | Novara                                                          | 1863 bis 1869                                                       |                                                                                                |                     |
| Nuoro                    | Cattedrale di Santa Maria della Neve                                           | Sardinien               | Nuoro                                                           | 1835 bis 1853                                                       |                                                                                                |                     |
| Oppido Mamertina         | Cattedrale di Maria Santissima Assunta                                         | Kalabrien               | Oppido Mamertina-Palmi                                          |                                                                     |                                                                                                |                     |
| Oria                     | Cattedrale di Santa Maria Assunta in Cielo                                     | Apulien                 | Oria                                                            | ab 18. Jh.                                                          | Basilica minor                                                                                 |                     |
| Oristano                 | Cattedrale di Santa Maria Assunta                                              | Sardinien               | Oristano                                                        | vor 1131 bis 19. Jh.                                                |                                                                                                |                     |
| Orvieto                  | Cattedrale di Santa Maria Assunta                                              | Umbrien                 | Orvieto-Todi                                                    | ab 1290                                                             | Basilica minor                                                                                 |                     |
| Otranto                  | Cattedrale di Maria Santissima Annunziata                                      | Apulien                 | Otranto                                                         | 1068 bis 12. Jh.                                                    | Basilica minor                                                                                 |                     |
| Ozieri                   | Cattedrale della Immacolata Concezione                                         | Sardinien               | Ozieri                                                          | Weihe 1893                                                          |                                                                                                |                     |
| Padua                    | Cattedrale di Santa Maria                                                      | Venetien                | Venetien                                                        | ab 1551                                                             | ewige Basilica minor                                                                           |                     |
| Palermo                  | Cattedrale di l’Assunzione di Maria                                            | Sizilien                | Palermo                                                         | Fertigstellung 1185                                                 |                                                                                                |                     |
| Palestrina               | Cattedrale di Sant’Agapito Martire                                             | Latium                  | Palestrina                                                      |                                                                     | ewige Basilica minor                                                                           |                     |
| Parma                    | Cattedrale della Assunzione di Maria Virgine                                   | Emilia-Romagna          | Parma                                                           | vor 1074 bis 1178                                                   | Basilica minor                                                                                 |                     |
| Patti                    | Cattedrale di San Bartolomeo                                                   | Sizilien                | Patti                                                           |                                                                     |                                                                                                |                     |
| Pavia                    | Cattedrale di Santa Maria Assunta e Santo Stefano Protomartire                 | Lombardei               | Pavia                                                           | ab 1488                                                             |                                                                                                |                     |
| Pennabilli               | Cattedrale di San Bartolomeo                                                   | Marken                  | San Marino-Montefeltro                                          |                                                                     |                                                                                                |                     |
| Perugia                  | Cattedrale di San Lorenzo/Santi Andrea e Lucia                                 | Umbrien                 | Perugia-Città delle Pieve                                       | 1345 bis 1490                                                       |                                                                                                |                     |
| Pesaro                   | Cattedrale di Santa Maria Assunta                                              | Marken                  | Marken                                                          |                                                                     | ewige Basilica minor                                                                           |                     |
| Pescara                  | Cattedrale di San Cetteo Vescovo e Martire                                     | Abruzzen                | Pescara-Penne                                                   | 1933 bis 1939                                                       |                                                                                                |                     |
| Pescia                   | Cattedrale di Maria Santissima Assunta e San Giovanni Battista                 | Toskana                 | Pescia                                                          | Weihe 1062                                                          |                                                                                                |                     |
| Piacenza                 | Cattedrale di Santa Giustina e Santa Maria Assunta                             | Emilia-Romagna          | Piacenza-Bobbio                                                 | 1122 bis 1233                                                       | ewige Basilica minor                                                                           |                     |
| Piana degli Albanesi     | Cattedrale di San Demetrio Megalomartire                                       | Sizilien                | Piana degli Albanesi                                            |                                                                     | Italo-Albanesischer Ritus                                                                      |                     |
| Piazza Armerina          | Cattedrale di Maria Santissima delle Vittorie                                  | Sizilien                | Piazza Armerina                                                 |                                                                     | Basilica minor                                                                                 |                     |
| Pinerolo                 | Cattedrale di San Donato                                                       | Piemont                 | Pinerolo                                                        |                                                                     |                                                                                                |                     |
| Pisa                     | Cattedrale di Santa Maria Assunta                                              | Toskana                 | Pisa                                                            | ab 1063                                                             | UNESCO-Weltkulturerbe                                                                          |                     |
| Pistoia                  | Cattedrale di San Zeno                                                         | Toskana                 | Pistoia                                                         | 10. Jh.                                                             | Basilica minor                                                                                 |                     |
| Pitigliano               | Cattedrale di Santi Pietro e Paolo                                             | Toskana                 | Pitigliano                                                      | 18. Jh.                                                             |                                                                                                |                     |
| Poggio Mirteto           | Cattedrale di Santa Maria Assunta                                              | Latium                  | Sabina-Poggio Mirteto                                           |                                                                     |                                                                                                |                     |
| Pompei                   | Santuario Basilica Pontificia della Madonna del Rosario                        | Kampanien               | Pompei                                                          | ab 1876                                                             | Pontifikalbasilika, Schrein                                                                    |                     |
| Potenza                  | Cattedrale di San Gerardo Vescovo                                              | Basilikata              | Potanzo-Muro Locano-Marsico Nuovo                               |                                                                     | Basilica minor                                                                                 |                     |
| Pozzuoli                 | Cattedrale di San Procolo Martire                                              | Kampanien               | Pozzuoli                                                        |                                                                     | Basilica minor                                                                                 |                     |
| Prato                    | Cattedrale di Santo Stefano                                                    | Toskana                 | Prato                                                           | Fertigstellung der Fassade 1386                                     | Basilica minor                                                                                 |                     |
| Ragusa                   | Cattedrale di San Giovanni Battista                                            | Sizilien                | Ragusa                                                          | 1694 bis 1777                                                       | UNESCO-Weltkulturerbe                                                                          |                     |
| Ravenna                  | Cattedrale di Risurrezione di N.S. Gesù Cristo (Basilica Ursiana)              | Emilia-Romagna          | Ravenna-Cervia                                                  | ab 1734                                                             | Basilica minor                                                                                 |                     |
| Reggio Calabria          | Cattedrale di Maria Santissima Assunta in Cielo                                | Kalabrien               | Reggio Calabria-Bova                                            | Fertigstellung 1928                                                 | Basilica minor                                                                                 |                     |
| Reggio nell’Emilia       | Cattedrale di Beata Vergine Assunta                                            | Emilia-Romagna          | Reggio nell’Emilia-Guastalla                                    |                                                                     |                                                                                                |                     |
| Rieti                    | Cattedrale di Santa Maria                                                      | Latium                  | Rieti                                                           |                                                                     | Basilica minor                                                                                 |                     |
| Rimini                   | St. Colomba di Sens (Malatesta-Tempel)                                         | Emilia-Romagna          | Rimini                                                          | Wiederaufbau ca. 1450                                               | Basilica minor                                                                                 |                     |
| Rom                      | Lateranbasilika                                                                | Latium                  | Rom                                                             | Grundsteinlegung 4. Jh., Erweiterung 13. Jh.                        | Patriarchalbasilika (Basilica major), UNESCO-Weltkulturerbe, Papstkirche                       |                     |
| Rom                      | Santa Maria della Pace                                                         | Latium                  | Chiesa Prelatizia dell’Opus Dei                                 |                                                                     |                                                                                                |                     |
| Rom                      | Santa Catarina da Siena a Magnanapoli                                          | Latium                  | Ordinariato Militare in Italia (Militärbistum)                  |                                                                     |                                                                                                |                     |
| Salerno                  | Cattedrale di San Matteo (Duomo superiore e Duomo inferiore)                   | Kampanien               | Salerno-Campagna-Acerno                                         | 1080 bis 1085                                                       | ewige Basilica minor                                                                           |                     |
| Saluzzo                  | Cattedrale di Maria Santissima Assunta                                         | Piemont                 | Saluzzo                                                         | ab 1491                                                             | Duomo di Saluzzo Maria Vergine Assunta.jpg                                                     |                     |
| San Benedetto del Tronto | Cattedrale di Santa Maria della Marina                                         | Marken                  | San Bendetto del Tronto-Ripatransone-Montalto                   | ab 1847                                                             | Basilica minor                                                                                 |                     |
| San Marco Argentano      | Cattedrale di San Marco                                                        | Kalabrien               | San Marco Argentano-Scalea                                      |                                                                     |                                                                                                |                     |
| San Miniato              | Cattedrale di Santi Maria Assunta e Genesio                                    | Toskana                 | San Miniato                                                     | Weihe 12. Jh.                                                       |                                                                                                |                     |
| San Severo               | Cattedrale di Santa Maria Assunta                                              | Apulien                 | San Severo                                                      |                                                                     |                                                                                                |                     |
| Sant’Angelo dei Lombardi | Cattedrale di San Michele Arcangelo                                            | Kampanien               | Sant’Angelo dei Lombardi-Conza-Nusco-Bisaccia                   |                                                                     |                                                                                                |                     |
| Sassari                  | Cattedrale di San Nicola di Bari                                               | Sardinien               | Sassari                                                         | 12. bis 19. Jh.                                                     |                                                                                                |                     |
| Savona                   | Cattedrale di Nostra Signora Assunta                                           | Ligurien                | Savona-Noli                                                     | 1589 bis 1609                                                       | Basilica minor                                                                                 |                     |
| Senigallia               | Cattedrale di San Pietro Apostolo                                              | Marken                  | Senigallia                                                      |                                                                     | Basilica minor                                                                                 |                     |
| Sessa Aurunca            | Cattedrale di Santi Pietro e Paolo                                             | Kampanien               | Sessa Aurunca                                                   |                                                                     |                                                                                                |                     |
| Siena                    | Cattedrale di Santa Maria Assunta                                              | Toskana                 | Siena                                                           | 13. bis 14. Jh.                                                     | UNESCO-Weltkulturerbe                                                                          |                     |
| Sora                     | Cattedrale di Santa Maria Assunta                                              | Latium                  | Sora-Aquino-Pontecorvo                                          | ab 11. Jh., Wiederaufbau 20. Jh.                                    |                                                                                                |                     |
| Sorrent                  | Cattedrale dei Santi Filippo e Giacomo                                         | Kampanien               | Sorrento-Castellammare di Stabia                                |                                                                     |                                                                                                |                     |
| Spoleto                  | Cattedrale di Santa Maria Assunta                                              | Umbrien                 | Spoleto-Norcia                                                  | 12. Jh.                                                             |                                                                                                |                     |
| Subiaco                  | Cattedrale di Santa Scolastica                                                 | Latium                  | Subiaco                                                         | 11. Jh.                                                             | ewige Basilica minor, Territorialabtei (Kloster), Bistum erstreckt sich nur aufs Kloster       |                     |
| Sulmona                  | Cattedrale di San Panfilo Vescovo                                              | Abruzzen                | Sulmona-Valva                                                   | ab 1075                                                             | Basilica minor                                                                                 |                     |
| Susa                     | Cattedrale di San Giusto                                                       | Piemont                 | Susa                                                            | 11. Jh.                                                             |                                                                                                |                     |
| Syrakus                  | Cattedrale della Natività di Maria Santissima                                  | Sizilien                | Syrakus                                                         | 7. Jh., Umbau 1728 bis 1753                                         |                                                                                                |                     |
| Tarent                   | Cattedrale di San Cataldo                                                      | Apulien                 | Taranto                                                         | bis 1701                                                            | Basilica minor                                                                                 |                     |
| Teano                    | Cattedrale di San Clemente (e San Giovanni presso porta Latina)                | Kampanien               | Teano-Calvi                                                     | ab 1050                                                             |                                                                                                |                     |
| Teggiano                 | Cattedrale di Santa Maria Maggiore e San Michele Arcangelo                     | Kampanien               | Teggiano-Policastro                                             |                                                                     |                                                                                                |                     |
| Tempio Pausania          | Cattedrale di San Pietro Apostolo                                              | Sardinien               | Tempio-Ampurias                                                 | Weihe 1839                                                          |                                                                                                |                     |
| Teramo                   | Cattedrale di Santa Maria Assunta                                              | Abruzzen                | Teramo-Atri                                                     | ab 1158                                                             | Basilica minor                                                                                 |                     |
| Termoli                  | Cattedrale di Santa Maria della Purificazione                                  | Molise                  | Termoli-Larino                                                  | 12. bis 13. Jh.                                                     | Basilica minor                                                                                 |                     |
| Terni                    | Cattedrale di Santa Maria Assunta                                              | Umbrien                 | Terni-Narni-Amelia                                              |                                                                     |                                                                                                |                     |
| Tivoli                   | Cattedrale di San Lorenzo Martire                                              | Latium                  | Tivoli                                                          |                                                                     |                                                                                                |                     |
| Tortona                  | Cattedrale di Santa Maria Assunta e San Lorenzo                                | Piemont                 | Tortona                                                         |                                                                     |                                                                                                |                     |
| Trani                    | Cattedrale di San Nicola Pellegrino                                            | Apulien                 | Trani-Barletta-Bisceglie                                        | ab 1099                                                             | Basilica minor                                                                                 |                     |
| Trapani                  | Cattedrale di San Lorenzo Martire                                              | Sizilien                | Trapani                                                         | ab 1635                                                             | ewige Basilica minor                                                                           |                     |
| Treviso                  | Cattedrale di San Pietro Apostolo                                              | Venetien                | Treviso                                                         |                                                                     |                                                                                                |                     |
| Tricarico                | Cattedrale di Santa Maria Assunta                                              | Basilikata              | Tricarico                                                       |                                                                     |                                                                                                |                     |
| Trient                   | Cattedrale di San Vigilio Vescovo                                              | Trentino-Südtirol       | Trento                                                          | Weihe 1145                                                          | Basilica minor                                                                                 |                     |
| Triest                   | Cattedrale di San Giusto Martire                                               | Friaul-Julisch Venetien | Trieste                                                         | 1302 bis 1320                                                       | Basilica minor                                                                                 |                     |
| Trivento                 | Cattedrale di Santi Nazaroi, Celso e Vittore                                   | Molise                  | Trivento                                                        |                                                                     |                                                                                                |                     |
| Turin                    | Cattedrale Metropolitana di San Giovanni Battista                              | Piemont                 | Torino                                                          | 1491 bis 1498                                                       | Basilica minor                                                                                 |                     |
| Tursi                    | Cattedrale di Maria Santissima Annunziata                                      | Basilikata              | Tursi-Lagonegro                                                 | 15. Jh.                                                             |                                                                                                |                     |
| Udine                    | Cattedrale Metropolitana di Santa Maria Annunziata                             | Friaul-Julisch Venetien | Udine                                                           | 1236 bis 16. Jh.                                                    |                                                                                                |                     |
| Ugento                   | Cattedrale di Maria Santissima Assunta in Cielo                                | Apulien                 | Ugento-Santa Maria di Leuca                                     |                                                                     |                                                                                                |                     |
| Urbino                   | Cattedrale di Santa Maria Assunta                                              | Marken                  | Urbino-Urbania-Sant’Angelo in Vado                              | Rekonstruktiom im 18. Jh.                                           | UNESCO-Weltkulturerbe, Basilica minor                                                          |                     |
| Vallo della Lucania      | Cattedrale di San Pantaleone                                                   | Kampanien               | Vallo della Lucania                                             |                                                                     |                                                                                                |                     |
| Velletri                 | Cattedrale di San Clemente I                                                   | Latium                  | Velletri-Segni                                                  |                                                                     | Basilica minor                                                                                 |                     |
| Venedig                  | Cattedrale Patriarchale di San Marco                                           | Venetien                | Venezia                                                         | 1063 bis 1617                                                       | ewige Basilica minor, Patriarchalbasilika, UNESCO-Weltkulturerbe                               |                     |
| Ventimiglia              | Cattedrale di Nostra Signora Assunta                                           | Ligurien                | Ventimiglia-San Remo                                            | Baubeginn 1100, Weihe 1970                                          |                                                                                                |                     |
| Vercelli                 | Cattedrale di Sant’Eusebio                                                     | Piemont                 | Vercelli                                                        |                                                                     | Basilica minor                                                                                 |                     |
| Verona                   | Cattedrale di Santa Maria Assunta                                              | Venetien                | Verona                                                          | Weihe 1187                                                          | UNESCO-Weltkulturerbe                                                                          |                     |
| Vicenza                  | Cattedrale di Santa Maria Annunziata                                           | Venetien                | Vicenza                                                         |                                                                     | UNESCO-Weltkulturerbe                                                                          |                     |
| Vigevano                 | Cattedrale di Sant’Ambrogio                                                    | Lombardei               | Vigevano                                                        | 1532 bis 1606                                                       |                                                                                                |                     |
| Viterbo                  | Cattedrale di San Lorenzo Martire                                              | Latium                  | Viterbo                                                         | 16. Jh.                                                             | Basilica minor                                                                                 |                     |
| Vittorio Veneto          | Cattedrale di Santa Maria Assunta                                              | Venetien                | Vittorio Veneto                                                 |                                                                     |                                                                                                |                     |
| Volterra                 | Cattedrale di Santa Maria Assunta                                              | Toskana                 | Volterra                                                        | 12. Jh.                                                             | Basilica minor                                                                                 |                     |

### Konkathedralen
Anzahl (Stand 2009): 130
| Stadt                      | Kathedrale                                          | Region            | Bistum                                         | Baudaten                             | Besonderheiten                              | Bild |
| -------------------------- | --------------------------------------------------- | ----------------- | ---------------------------------------------- | ------------------------------------ | ------------------------------------------- | ---- |
| Acerno                     | San Donato                                          | Kampanien         | Salerno-Campagna-Acerno                        |                                      |                                             |      |
| Acquapendente              | San Sepolcro                                        | Latium            | Viterbo                                        | 12. Jh.                              | ewige Basilica minor                        |      |
| Acquaviva delle Fonti      | Sant’Eustacchio                                     | Apulien           | Altamura-Gravina-Acquaviva delle Fonti         | ab 1158                              |                                             |      |
| Alatri                     | San Paolo                                           | Latium            | Anagni-Alatri                                  |                                      | Basilica minor                              |      |
| Amelia                     | Santa Firmina                                       | Umbrien           | Terni-Narni-Amelia                             | Umbau ab 1629                        |                                             |      |
| Aquino                     | Santi Costanzo e Tommaso d’Aquino                   | Latium            | Sora-Aquino-Pontecorvo                         |                                      | Basilica minor                              |      |
| Ascoli Satriano            | Natività della Beata Vergine Maria                  | Apulien           | Cerignola-Ascoli Satriano                      |                                      |                                             |      |
| Atri                       | Santa Maria Assunta                                 | Abruzzen          | Teramo-Atri                                    | 1260 bis 1284                        | Basilica minor                              |      |
| Bagnoregio                 | San Nicola                                          | Latium            | Viterbo                                        |                                      |                                             |      |
| Barletta                   | Santa Maria Maggiore                                | Apulien           | Trani-Barletta-Bisceglie                       | 1126 bis 14. Jh.                     | Basilica minor                              |      |
| Bertinoro                  | Santa Caterina                                      | Emilia-Romagna    | Forlì-Bertinoro                                |                                      |                                             |      |
| Bisaccia                   | Natività della Vergine Maria                        | Kampanien         | Sant’Angelo dei Lombardi-Conza-Nusco-Bisaccia  |                                      |                                             |      |
| Bisceglie                  | San Pietro Apostolo                                 | Apulien           | Trani-Barletta-Bisceglie                       | ab 1295                              | Basilica minor                              |      |
| Bisignano                  | Santa Maria Assunta                                 | Kalabrien         | Cosenza-Bisignano                              |                                      |                                             |      |
| Bitonto                    | Maria Santissima Assunta                            | Apulien           | Bari-Bitonto                                   | 1087 bis 1095                        |                                             |      |
| Bobbio                     | Duomo di Bobbio, Assunzione di Nostra Signora Maria | Emilia-Romagna    | Piacenza-Bobbio                                | 11. Jh. bis 1463                     | Bischofssitz bis 1986                       |      |
| Bojano                     | San Bartolomeo                                      | Molise            | Campobasso-Boiano                              |                                      |                                             |      |
| Bosa                       | Beata Vergine Immaculata                            | Sardinien         | Alghero-Bosa                                   |                                      |                                             |      |
| Bova                       | Presentazione della Beata Vergine Maria             | Kalabrien         | Reggio Kalabrien-Bova                          |                                      |                                             |      |
| Bovino                     | Santa Maria Assunta                                 | Apulien           | Foggia-Bovino                                  | ab 1231                              | Basilica minor                              |      |
| Bozen                      | Maria Himmelfahrt                                   | Trentino-Südtirol | Bozen-Brixen                                   | 13. Jh. bis 1517                     |                                             |      |
| Brugnato                   | San Pietro, San Lorenzo e San Colombano             | Ligurien          | La Spezia-Sarzana-Brugnato                     | ab 7. Jh.                            |                                             |      |
| Cagli                      | Santa Maria Assunta                                 | Marken            | Fano-Fossombrone-Cagli-Pergola                 |                                      | Basilica minor                              |      |
| Caiazzo                    | Maria Santissima Assunta                            | Kampanien         | Alife-Caiazzo                                  |                                      |                                             |      |
| Calvi Risorta              | Santa Maria Assunta                                 | Kampanien         | Teano-Calvi                                    | 11. Jh.                              |                                             |      |
| Campagna                   | Santa Maria della Pace                              | Kampanien         | Salerno-Campagna-Acerno                        | 1514 bis 1570                        | Basilica minor                              |      |
| Cariati                    | San Michele Arcangelo                               | Kalabrien         | Rossano-Cariati                                |                                      |                                             |      |
| Castellammare di Stabia    | Maria Santissima Assunta                            | Kampanien         | Sorrento-Castellammare di Stabia               |                                      |                                             |      |
| Castelsardo                | Sant’Antonio Abate                                  | Sardinien         | Tempio-Ampurias                                |                                      |                                             |      |
| Cava de’ Tirreni           | Santa Maria della Visitazione                       | Kampanien         | Amalfi-Cava de’ Tirreni                        |                                      |                                             |      |
| Cervia                     | San Pietro                                          | Emilia-Romagna    | Ravenna-Cervia                                 | Fertigstellung 1702                  |                                             |      |
| Chiusi                     | San Secondiano                                      | Toskana           | Montepulciano-Chiusi-Pienza                    | 6. Jh. bis 1894                      |                                             |      |
| Cingoli                    | Santa Maria Assunta                                 | Marken            | Macerata-Tolentino-Recanatio-Cingoli-Treia     |                                      |                                             |      |
| Città delle Pieve          | Santi Gervasio e Protasio                           | Umbrien           | Perugia-Città delle Pieve                      |                                      |                                             |      |
| Colle di Val d’Elsa        | Santi Marziale e Alberto                            | Toskana           | Siena-Colle di Val d’Elsa-Montalcino           | ab 1603                              |                                             |      |
| Comacchio                  | Duomo di Comacchio, San Cassiano                    | Emilia-Romagna    | Ferrara-Comacchio                              | 1694–1720, Vorgänger 7. u. 13. Jh.   | Basilica minor, ehemaliger Bischofssitz     |      |
| Conza della Campania       | Santa Maria Assunta                                 | Kampanien         | Sant’Angelo dei Lombardi-Conza-Nusco-Bisaccia  |                                      |                                             |      |
| Corfinio                   | San Pelino                                          | Abruzzen          | Sulmona-Valva                                  |                                      |                                             |      |
| Feltre                     | San Pietro Apostolo                                 | Venetien          | Belluno-Feltre                                 |                                      |                                             |      |
| Ferentino                  | Santi Giovanni e Paolo                              | Latium            | Ferentino-Veroli-Ferentino                     |                                      |                                             |      |
| Fiumicino                  | Santi Ippolito e Lucia                              | Latium            | Porto-Santa Rufina                             |                                      |                                             |      |
| Fossombrone                | Sant’Andrea                                         | Marken            | Fano-Fossombrone-Cagli-Pergola                 |                                      |                                             |      |
| Gallese                    | Santa Maria Assunta                                 | Latium            | Civita Castellana                              | Fertigstellung 1796                  |                                             |      |
| Gallipoli                  | Sant’Agata Vergine                                  | Apulien           | Nardò-Gallipoli                                | 1629 bis 1696                        | Basilica minor                              |      |
| Gerace                     | Santa Maria Assunta                                 | Kalabrien         | Locri-Gerace                                   | Weihe 1045                           |                                             |      |
| Giovinazzo                 | Santa Maria Assunta                                 | Apulien           | Molfetta-Ruvo-Giovinazzo-Terlizzi              |                                      |                                             |      |
| Gravina in Puglia          | Santa Maria Assunta                                 | Apulien           | Altamura-Gravina-Acquaviva delle Fonti         |                                      | Basilica minor                              |      |
| Gualdo Tadino              | San Benedetto                                       | Umbrien           | Assisi-Nocera Umbra-Gualdo Tadino              |                                      | Basilica minor                              |      |
| Guastalla                  | Santi Pietro e Paolo                                | Emilia-Romagna    | Reggio nell’Emilia-Guastalla                   |                                      |                                             |      |
| Imperia                    | Santi Maurizio e Compagni Martiri                   | Ligurien          | Albenga-Imperia                                |                                      |                                             |      |
| Irsina                     | Santa Maria Assunta                                 | Basilikata        | Matera-Irsina                                  |                                      |                                             |      |
| Lacedonia                  | Santa Maria Assunta                                 | Kampanien         | Ariano Irpino-Lacedonia                        |                                      |                                             |      |
| Lagonegro                  | San Nicolo                                          | Basilikata        | Tursi-Lagonegro                                |                                      |                                             |      |
| Larino                     | San Pardo                                           | Molise            | Termoli-Larino                                 | ab 1319                              | Basilica minor                              |      |
| Lipari                     | San Bartolomeo                                      | Sizilien          | Messina-Lipari-Santa Lucia del Mela            |                                      |                                             |      |
| Mantua                     | Sant’Andrea Apostolo                                | Lombardei         | Mantua                                         | 1462 bis 1790                        | ewige Basilica minor, UNESCO-Welterbe       |      |
| Marsico Nuovo              | Santa Maria Assunta e San Giorgio                   | Basilikata        | Potenza-Muro Lucano-Marsico Nuovo              |                                      |                                             |      |
| Matelica                   | Santa Maria Assunta                                 | Marken            | Fabriano-Matelica                              |                                      |                                             |      |
| Messina                    | Santissimo Salvatore                                | Sizilien          | Messina-Lipari-Santa Lucia del Mela            | Wiederaufbau ab 1929                 |                                             |      |
| Modigliana                 | Santo Stefano                                       | Emilia-Romagna    | Faenza-Modigliana                              |                                      | Duomo di Modigliana.jpg                     |      |
| Monopoli                   | Maria Santissima della Mactia                       | Apulien           | Conversano-Monopoli                            | Wiederaufbau ab 1742                 | Basilica minor                              |      |
| Montalcino                 | Santissimo Salvatore                                | Toskana           | Siena-Colle di Val d’Elsa-Montalcino           | 1818 bis 1832                        |                                             |      |
| Montalto delle Marche      | Santa Maria Assunta                                 | Marken            | San Benedetto del Tronto-Ripatransone-Montalto |                                      | Basilica minor                              |      |
| Montefiascone              | Santa Margherita d’Antiochia                        | Latium            | Viterbo                                        |                                      | Basilica minor                              |      |
| Monterusciello di Pozzuoli | San Paolo Apostolo                                  | Kampanien         | Pozzuoli                                       |                                      |                                             |      |
| Muro Lucano                | San Nicola                                          | Basilikata        | Potenza-Muro Lucano-Marsico Nuovo              |                                      |                                             |      |
| Narni                      | San Giovenale                                       | Umbrien           | Terni-Narni-Amelia                             | 1047 bis 1145                        |                                             |      |
| Nepi                       | Santa Maria Assunta e Sant’Anastasi                 | Latium            | Civita Castellana                              |                                      |                                             |      |
| Nicotera                   | Santa Maria Assunta                                 | Kalabrien         | Mileto-Nicotera-Tropea                         |                                      |                                             |      |
| Nocera Umbra               | Santa Maria Assunta                                 | Umbrien           | Assisi-Nocera Umbra-Gualdo Tadino              |                                      |                                             |      |
| Noli                       | San Pietro                                          | Ligurien          | Savona-Noli                                    |                                      |                                             |      |
| Norcia                     | Santa Maria Argentea                                | Umbrien           | Spoleto-Norcia                                 |                                      |                                             |      |
| Nusco                      | Santa Stefano                                       | Kampanien         | Sant’Angelo dei Lombardi-Conza-Nusco-Bisaccia  |                                      |                                             |      |
| Orbetello                  | Santa Maria Assunta                                 | Toskana           | Pitigliano-Sovana-Orbetello                    |                                      |                                             |      |
| Orte                       | Santa Maria Assunta                                 | Latium            | Civita Castellana                              |                                      | ewige Basilica minor                        |      |
| Ortona                     | Basilica di San Tommaso Apostolo                    | Abruzzen          | Lanciano-Ortona                                |                                      | Basilica minor                              |      |
| Osimo                      | San Leopardo                                        | Marken            | Ancona-Osimo                                   | 8. bis 12. Jh.                       | Basilica minor                              |      |
| Ostuni                     | Santa Maria Assunta                                 | Apulien           | Brindisi-Ostuni                                |                                      |                                             |      |
| Palermo                    | Santa Maria dell’Ammiraglio                         | Sizilien          | Piana degli Albanesi                           |                                      |                                             |      |
| Palmi                      | San Nicola                                          | Kalabrien         | Oppido Mamertina-Palmi                         |                                      |                                             |      |
| Pennabilli                 | San Leo                                             | Marken            | San Marino-Montefeltre                         |                                      |                                             |      |
| Penne                      | San Massimo (Penne)                                 | Abruzzen          | Pescara-Penne                                  | 11. Jh.                              |                                             |      |
| Pergola                    | Sant’Andrea                                         | Marken            | Fano-Fossombrone-Cagli-Pergola                 |                                      |                                             |      |
| Pescina                    | Santa Maria delle Grazie                            | Abruzzen          | Avezzano                                       |                                      |                                             |      |
| Pienza                     | Maria Santissima Assunta                            | Toskana           | Montepulciano-Chiusi-Pienza                    | 1459 bis 1462                        | UNESCO-Weltkulturerbe                       |      |
| Piombino                   | Abbaziale di Sant’Antimo Martire                    | Toskana           | Massa Marittima-Piombino                       |                                      |                                             |      |
| Poggio Mirteto             | San Liberatore Vescovo e Martire                    | Latium            | Sabina-Poggio Mirteto                          |                                      |                                             |      |
| Policastro Bussentino      | Santa Maria Assunta                                 | Kampanien         | Teggiano-Policastro Bussentino                 |                                      |                                             |      |
| Pontecorvo                 | San Bartolomeo Apostolo                             | Latium            | Sora-Aquino-Pontecorvo                         | ab 11. Jahrhundert, Neubau 1948–1957 | Basilica minor                              |      |
| Pontremoli                 | Santa Maria Assunta                                 | Toskana           | Massa Carrara-Pontremoli                       | 1636 bis 1687                        |                                             |      |
| Pordenone                  | San Marco                                           | Venetien          | Concordia-Pordenone                            | Mitte 13. Jh. bis 1347               |                                             |      |
| Priverno                   | Santa Maria                                         | Latium            | Latina-Terracina-Sezze-Priverno                |                                      |                                             |      |
| Rapolla                    | San Michele Arcangelo                               | Basilikata        | Melfi-Rapolla –Venosa                          | ab 1209                              |                                             |      |
| Recanati                   | San Flaviano                                        | Marken            | Macerata-Tolentino-Recanati-Cingoli-Treia      | 13.–17. Jh.                          | Basilica minor                              |      |
| Ripatransone               | San Gregorio Magno                                  | Marken            | San Benedetto del Tronto-Ripatransone-Montalto | ab 1597                              | Basilica minor                              |      |
| Rovigo                     | Santo Stefano Papa e. Martiri                       | Venetien          | Adria-Rovigo                                   | 1696 bis 1791                        |                                             |      |
| Ruvo di Puglia             | Santa Maria Assunta                                 | Apulien           | Molfetta-Ruvo-Giovinazzo-Terlizzi              | 12. bis 13. Jh.                      |                                             |      |
| Sanremo                    | San Siro                                            | Ligurien          | Ventimiglia-San Remo                           |                                      |                                             |      |
| Sansepolcro                | San Giovanni Evangelista                            | Toskana           | Arezzo-Cortona-Sansepolcro                     | 1012 bis 1049                        | Basilica minor                              |      |
| San Severino Marche        | Sant’Agostino                                       | Marken            | Camerino-San Severino Marken                   |                                      |                                             |      |
| Sant’Agata de’ Goti        | Santa Maria Assunta                                 | Kampanien         | Cerreto Sannita-Sant’Agata de’ Goti            |                                      |                                             |      |
| Santa Lucia del Mela       | Maria Santissima Assunta                            | Sizilien          | Messina-Lipari-Santa Lucia del Mela            |                                      |                                             |      |
| Sant’Angelo in Vado        | San Michele Arcangelo                               | Marken            | Urbino-Urbania-Sant’Angelo in Vado             |                                      | Basilica minor                              |      |
| Santa Severina             | Sant’Anastasia                                      | Kalabrien         | Crotone-Santa Severina                         | Fertigstellung 17. Jh.               |                                             |      |
| Sarno                      | San Michele Arcangelo                               | Kampanien         | Nocera Inferiore-Sarno                         |                                      |                                             |      |
| Sarsina                    | Santissima Annuniziata, San Vicinio                 | Emilia-Romagna    | Cesena-Sarsina                                 | um 1000                              | Basilica minor                              |      |
| Sarzana                    | Santa Maria Assunta                                 | Ligurien          | La Spezia-Sarzana-Brugnato                     |                                      | Basilica minor                              |      |
| Segni                      | Santa Maria Assunta                                 | Latium            | Velletri-Segni                                 | ab 1657                              |                                             |      |
| Sezze                      | Santa Maria                                         | Latium            | Latina-Terracina-Sezze-Priverno                | 13. Jh.                              |                                             |      |
| Sovana                     | San Pietro Apostolo                                 | Toskana           | Pitigliano-Sovana-Orbetello                    | 8. Jh.                               |                                             |      |
| Squillace                  | Santa Maria Assunta                                 | Kalabrien         | Catanzaro-Squillace                            |                                      |                                             |      |
| Subiaco                    | Sant’Andrea Apostolo (Subiaco)                      | Latium            | Subiaco                                        |                                      | Basilica minor, Territorialabtei (Kloster)  |      |
| Sutri                      | Santa Maria Assunta in Cielo                        | Latium            | Civita Castellana                              | 12. Jh., Weihe 1207                  |                                             |      |
| Tarquinia                  | Santi Margherita e Martino                          | Latium            | Civitavecchia - Tarquinia                      |                                      |                                             |      |
| Terlizzi                   | San Michele Arcangelo                               | Apulien           | Molfetta-Ruvo-Giovinazzo-Terlizzi              |                                      |                                             |      |
| Terracina                  | San Cesareo                                         | Latium            | Latina-Terracina-Sezze-Priverno                |                                      |                                             |      |
| Terralba                   | San Pietro Apostolo                                 | Sardinien         | Ales-Terralba                                  | Wiederaufbau ab 1821                 |                                             |      |
| Todi                       | Santa Maria Annunziata                              | Umbrien           | Orvieto-Todi                                   | 12. bis 14. Jh.                      | Basilica minor                              |      |
| Tolentino                  | San Catervo                                         | Marken            | Macerata-Tolentino-Recanati-Cingoli-Treia      |                                      | Basilica minor                              |      |
| Treia                      | Santissima Annunziata                               | Marken            | Macerata-Tolentino-Recanati-Cingoli-Treia      |                                      |                                             |      |
| Troia                      | Santa Maria Assunta                                 | Apulien           | Lucera-Troia                                   |                                      | Basilica minor                              |      |
| Tropea                     | Maria Santissima di Romania                         | Kalabrien         | Mileto-Nicotera-Tropea                         |                                      |                                             |      |
| Tuscania                   | Santa Maria Maggiore                                | Latium            | Viterbo                                        |                                      |                                             |      |
| Urbania                    | San Cristoforo Martire                              | Marken            | Urbino-Urbania-Sant’Angelo in Vado             |                                      |                                             |      |
| Vasto                      | S. Giuseppe                                         | Abruzzen          | Chieti-Vasto                                   | ab 13. Jh.                           |                                             |      |
| Venafro                    | Santa Maria Assunta                                 | Molise            | Isernia-Venafro                                |                                      |                                             |      |
| Venedig                    | San Pietro di Castello                              | Venetien          | Venedig                                        | ab 7. Jh.                            | ewige Basilica minor, UNESCO-Weltkulturerbe |      |
| Venosa                     | Sant’Andrea                                         | Basilikata        | Melfi-Venosa-Rapolla                           |                                      |                                             |      |
| Veroli                     | Sant’Andrea Apostolo                                | Latium            | Frosinone-Veroli-Ferentino                     |                                      |                                             |      |
| Vieste                     | Santa Maria Assunta                                 | Apulien           | Manfredonia-Vieste-San Giovanni Rotondo        | ab 11. Jh.                           | Basilica minor                              |      |

### Ehemalige Kathedralen
Anzahl (Stand 2009): 31
| Stadt                 | Kathedrale                                                 | Region                  | Bistum                                    | Baudaten                    | Besonderheiten                              | Bild |
| --------------------- | ---------------------------------------------------------- | ----------------------- | ----------------------------------------- | --------------------------- | ------------------------------------------- | ---- |
| Aquileia              | Santa Maria Assunta in Cielo e Saqnti Ermagora e Fortunato | Friaul-Julisch Venetien | Gorizia                                   | Weihe 1131                  | ewige Basilica minor, UNESCO-Weltkulturerbe |      |
| Belcastro             | S. Michele Arcangelo                                       | Kalabrien               | Crotone-Santa Severina                    |                             |                                             |      |
| Bevagna               | San Michele Arcangelo                                      | Umbrien                 | Foligno                                   |                             |                                             |      |
| Brescello             | Santa Maria Nascente                                       | Emilia-Romagna          | Reggio nell’Emilia-Guastalla              |                             |                                             |      |
| Brescia               | Alter Dom                                                  | Lombardei               | Brescia                                   | Fertigstellung Ende 11. Jh. |                                             |      |
| Canosa di Puglia      | San Sabino                                                 | Apulien                 | Andria                                    | Weihe 1101                  |                                             |      |
| Capri                 | Santo Stefano                                              | Kampanien               | Sorrento-Castellammare di Stabia          |                             |                                             |      |
| Cerenzia Vecchia      |                                                            | Kalabrien               | Crotone-Santa Severina                    |                             | Ruine                                       |      |
| Cerveteri             | Santa Maria Maggiore                                       | Latium                  | Porto-Santa Rufina                        |                             |                                             |      |
| Fondi                 | San Pietro Apostolo                                        | Latium                  | Gaeta                                     |                             |                                             |      |
| Formia                | Sant’Erasmo Vescovo Martire                                | Latium                  | Gaeta                                     |                             |                                             |      |
| Grado                 | Sant’Eufemia                                               | Friaul-Julisch Venetien | Gorizia                                   | Weihe 580                   | ewige Basilica minor                        |      |
| Isola di Capo Rizzuto | Santa Maria Assunta                                        | Kalabrien               | Crotone-Santa Severina                    |                             |                                             |      |
| Martirano             | Santa Maria Assunta                                        | Kalabrien               | Lamezia Terme                             |                             |                                             |      |
| Minturno              | San Pietro Apostolo                                        | Latium                  | Gaeta                                     |                             |                                             |      |
| Ottana                | San Nicola                                                 | Sardinien               | Nuoro                                     | Weihe 1160                  |                                             |      |
| Ravello               | Santa Maria Assunta e San Pantaleone                       | Kampanien               | Amalfi-Cava de’ Tirreni                   | ab 11. Jh.                  | Basilica minor                              |      |
| Reggio Calabria       | Cattolica dei Greci                                        |                         |                                           |                             |                                             |      |
| Sala Consilina        | San Pietro                                                 | Kampanien               | Teggiano-Policastro                       |                             |                                             |      |
| Scandale              | San Leone                                                  | Kalabrien               | Crotone-Santa Severina                    | ab 1173, nicht erhalten     |                                             |      |
| Santa Giusta          | Santa Giusta                                               | Sardinien               | Oristano                                  | Fertigstellung 1145         |                                             |      |
| Scala                 | San Lorenzo                                                | Kampanien               | Amalfi-Cava de’ Tirreni                   |                             |                                             |      |
| Spello                | Santa Maria Maggiore                                       | Umbrien                 | Foligno                                   |                             |                                             |      |
| Strongoli             | Santi Pietro e Paolo                                       | Kalabrien               | Crotone-Santa Severina                    |                             |                                             |      |
| Suelli                | Santi Pietro e Giorgio                                     | Sardinien               | Cagliari                                  | ab 13. Jh.                  |                                             |      |
| Tolentino             | San Nicola di Tolentino                                    | Marken                  | Macerata-Tolentino-Recanati-Cingoli-Treia |                             | Basilica minor                              |      |
| Trevi                 | Sant’Emiliano                                              | Umbrien                 | Perugia-Città delle Pieve                 |                             |                                             |      |
| Umbriatico            | San Donato Vescovo                                         | Kalabrien               | Crotone-Santa Severina                    |                             |                                             |      |
| Venedig               | Santa Maria Assunta                                        | Venetien                | Venedig                                   | ab 1008                     | ewige Basilica minor, UNESCO-Weltkulturerbe |      |

## Andere Konfessionen
| Stadt   | Kathedrale            | Region | Konfession          | Bauzeit | Weitere Informationen | Bild |
| ------- | --------------------- | ------ | ------------------- | ------- | --------------------- | ---- |
| Venedig | San Giorgio dei Greci | Veneto | Griechisch-Orthodox | ab 1539 |                       |      |

## Dome ohne Kathedralfunktion
| Stadt         | Region    | Bezeichnung                                               | Bedeutung                                                           | Baudaten                              | Besonderheiten                       | Bild |
| ------------- | --------- | --------------------------------------------------------- | ------------------------------------------------------------------- | ------------------------------------- | ------------------------------------ | ---- |
| Monza         | Lombardei | Dom von Monza, Duomo San Giovanni Battista                | Krönungskirche der Lombardei bzw. (Reichs-)Italiens (Eiserne Krone) | 7. Jh. und 13. Jh. ff.                | war nie Bischofssitz, Basilica minor |      |
| San Gimignano | Toskana   | Duomo di San Gimignano, Collegiata di Santa Maria Assunta | Stiftskirche                                                        | 10. Jh., heutige 12. Jh. und bis 1468 | war nie Bischofssitz                 |      |